# ماچییکووا گورا
ماچییکووا گورا (به لاتین: Maciejkowa Góra) یک روستا در لهستان است که در گمینا میخاوووو واقع شده‌است. ماچییکووا گورا ۴۰ نفر جمعیت دارد.